# Alexander Leibkind
Alexander Leibkind (ur. 19 października 1952 w Monachium, zm. 18 maja 2006 w Nowym Jorku) – niemiecki judoka. Olimpijczyk z Montrealu 1976, gdzie zajął osiemnaste miejsce wadze lekkiej.
Piąty na mistrzostwach świata w 1975. Brązowy medalista mistrzostw Europy w 1974 roku w drużynie.

## Letnie Igrzyska Olimpijskie 1976
| Konkurencja | Rundy eliminacyjne            | Klas. końcowa |
| Konkurencja | 1/32                          | Miejsce       |
| ----------- | ----------------------------- | ------------- |
| 63 kg       | Bachaawaagijn Bujadaa (MGL) p | 18.           |